# SMAP 007 ~Gold Singer~
Albums de SMAP
SMAP 006 ~SEXY SIX~
(1994) SMAP 008 TACOMAX
(1996)
Compilations par SMAP
SMAP COOL
(1er janvier 1995) SMAP WOOL
(26 mars 1997)
Remix par SMAP
SMAP BOO
(22 novembre 1995)
Singles
1. Tabun All Right
Sortie : 21 décembre 1994
2. KANSHA shite
Sortie : 3 mars 1995
3. Shiyō yo
Sortie : 6 juin 1995

SMAP 007 ~Gold Singer~ est le septième album studio du groupe SMAP sorti en juillet 1995. Il est le 6e album le mieux vendu du groupe.

## Détails de l'album
Il sort le 7 juillet 1995 sous le label Victor Entertainment après le précédent album SMAP 006 ~SEXY SIX~ sorti en juillet 1994 (entre-temps est sortie une première compilation COOL début 1995). Il atteint la 1re place des classements hebdomadaires des ventes ce l'Oricon. Il devient le premier album régulier du groupe à se classer en tête des classements et le deuxième au total après la compilation COOL.
Il comprend les trois singles sortis auparavant dont : Tabun All Right (en décembre 1994) et KANSHA shite (en mars 1995) et Shiyō yo. Le single KANSHA shite est réenregistré sous une autre version pour l'album.
L'album comporte des chansons sous un style légèrement différent par rapport à celles des albums antérieurs. La tonalité de certaines musiques est inspirée de celle de la musique américaine au style soul et funk avec un mélange de j-pop.

## Formation
- Masahiro Nakai : leader ; chœurs
- Takuya Kimura : chant principal
- Goro Inagaki : chœurs
- Katsuyuki Mori : chant principal
- Tsuyoshi Kusanagi : chœurs
- Shingo Katori : chœurs

## Liste des titres
| CD    | CD                                          | CD         | CD    | CD | CD | CD | CD | CD | CD |
| No    | Titre                                       | Origine    | Durée |    |    |    |    |    |    |
| ----- | ------------------------------------------- | ---------- | ----- | -- | -- | -- | -- | -- | -- |
| 1.    | KANSHA shite (wah wah version) (KANSHAして) | 16e single | 4:18  |    |    |    |    |    |    |
| 2.    | Loose na Morning (ルーズな Morning)         |            | 3:52  |    |    |    |    |    |    |
| 3.    | Ame ga Yamanai (雨がやまない)               |            | 4:44  |    |    |    |    |    |    |
| 4.    | Shiyō yo (しようよ)                         | 17e single | 4:47  |    |    |    |    |    |    |
| 5.    | Setsu Nasa ga Itai (切なさが痛い)           |            | 5:08  |    |    |    |    |    |    |
| 6.    | Kanji Yasui Fukigen (感じやすい不機嫌)      |            | 4:38  |    |    |    |    |    |    |
| 7.    | Tabun All Right (たぶんオーライ)            | 15e single | 4:35  |    |    |    |    |    |    |
| 8.    | Kimi ga Itai (君がいない)                   |            | 4:47  |    |    |    |    |    |    |
| 9.    | Hito Shirezu Battle (人知れずバトル)        |            | 4:10  |    |    |    |    |    |    |
| 10.   | A Day in the Life                           |            | 5:08  |    |    |    |    |    |    |
| 11.   | Alone in the Rain                           |            | 4:23  |    |    |    |    |    |    |
| 12.   | Sore ga Boku no Kotae (それが僕の答え)      |            | 5:36  |    |    |    |    |    |    |
| 13.   | Theme of 007 (James Bond Theme)             |            | 5:19  |    |    |    |    |    |    |
| 58:85 |                                             |            |       |    |    |    |    |    |    |